# Swetlana Heger
Swetlana Heger-Davis, född 1968 i Brno i nuvarande  Tjeckien, är en tjeckisk/österrikisk konstnär, som från 1 september 2017 är chef för enheten Konst & Media vid konsthögskolan i Zürich i Schweiz . Åren 2016–2017 var hon rektor för Konsthögskolan vid Umeå universitet, där hon sedan 2012 varit professor i fri konst.
Heger-Davis är uppväxt i Tjeckien, men i mitten av 1980-talet lämnade hennes familj landet, och fick politisk asyl i Österrike. Heger-Davis utbildade sig åren 1990–1995 i målning och teckning vid Universität für angewandte Kunst (ungefär Universitetet för tillämpad konst) i Wien, där hon tog sin masterexamen  för den italienske konstnären Michelangelo Pistoletto. Åren 1996–1998 var hon postdoktor vid The Musashino Art University i Tokyo, Japan.
Hon har därefter undervisat som konstnär och gästlärare vid bland annat Akademie der bildenden Künste i Wien; School of Visual Arts i New York; Courtauld Institute of Art i London; Université Paris, Pantéon-Sorbonne i Paris; Kungliga Konsthögskolan i Stockholm; Universität der Künste i Berlin.
Heger är bl.a. känd för att använda sig av kända varumärken i sina verk och utställningar. Hennes konstnärliga forskning upptar historiska skiften mellan mans- och kvinnoroller, kopplat till klädhistoria. Hon vill visa på vilka sätt vi konstruerar, skymmer och förnekar kvinnors roll i samhället och bland kulturella artefakter. Genom rekontextualisering och återanvändning av en vardagsprodukt som jeans in i konstvärlden vill hon visa på viktiga aspekter när det gäller förmedlandet av historia, (konst)produktion och (konst)diskussionen till allmänheten.

## Utställningar (i urval)
- 2015 – What Some Girls Do For Money. Kunstpavillon (Grupputställning)[4]
- 2010 – Gaming the System. rank the ranking or fuck the curator. Künstlerhaus Palais Thurn und Taxis[4]
- 2008 – "Swetlana Heger. Solo shows & deja vus". Musée des Beaux-Arts, Dole
- 2004 – One in a million: Economies of the self in everyday urban life. Austrian Cultural Forum, New York[4]
- 2002 – ibidprojects (London)
- 2002 – KunstWerke (Berlin)
- 1999 – Internationell Biennial, Melbourne

## Utmärkelser (i urval)
- 2001 – International Studio Program, KunstWerke, Berlin[4]
- 1998 – IASPIS internationella stipendium.  Konstnärsnämnden, Stockholm[4]
- 1995 – Mak-Schindler Stipendium, Los Angeles[4]